# 차슬라브
차슬라브(세르비아어: Часлав, 그리스어: Τζεέσθλαβος, 890년 ~ 960년) 중세 세르비아 공국의 공작이다. 그는 세르비아 부족 전체를 통일한 탁월한 군주이다.
927년부터 961년까지 차슬라브는 보스니아, 다키아를 점령하면서 헝가리 근처까지 영토를 넓혔으나, 포로가 되어 강에 던져져 살해되었다. 그의 죽음으로 블라스티미로비치 왕가의 통치는 종말을 맞이했다.